# Belonostomus
Belonostomus è un genere di pesci ossei estinto, appartenente agli aspidorinchiformi. Visse tra il Giurassico superiore e il Cretaceo superiore (circa 155 - 65 milioni di anni fa) e i suoi resti fossili sono stati ritrovati in Europa, Asia, Africa, Nordamerica e Sudamerica.

## Descrizione
Solitamente questo animale non superava la lunghezza di 50 centimetri, e possedeva un corpo molto allungato. Come l'assai simile Aspidorhynchus, Belonostomus era caratterizzato da un lungo rostro premascellare appuntito e sottile; rispetto al genere precedente, Belonostomus lo aveva ancor più sottile e acuminato. Un'altra caratteristica di Belonostomus era data dall'osso predentale molto allungato, che rendeva la mandibola lunga quasi quanto la mascella superiore. Il corpo era snello e sottile, e possedeva tre file di scaglie dotate di ganoina ai fianchi, molto alte; la fila mediana corrispondeva alla zona della linea laterale e le scaglie di questa fila erano alte due o tre volte tanto la loro lunghezza. Tutte le pinne erano di taglia ridotta e avevano meno raggi rispetto a quella degli altri aspidorinchiformi. 

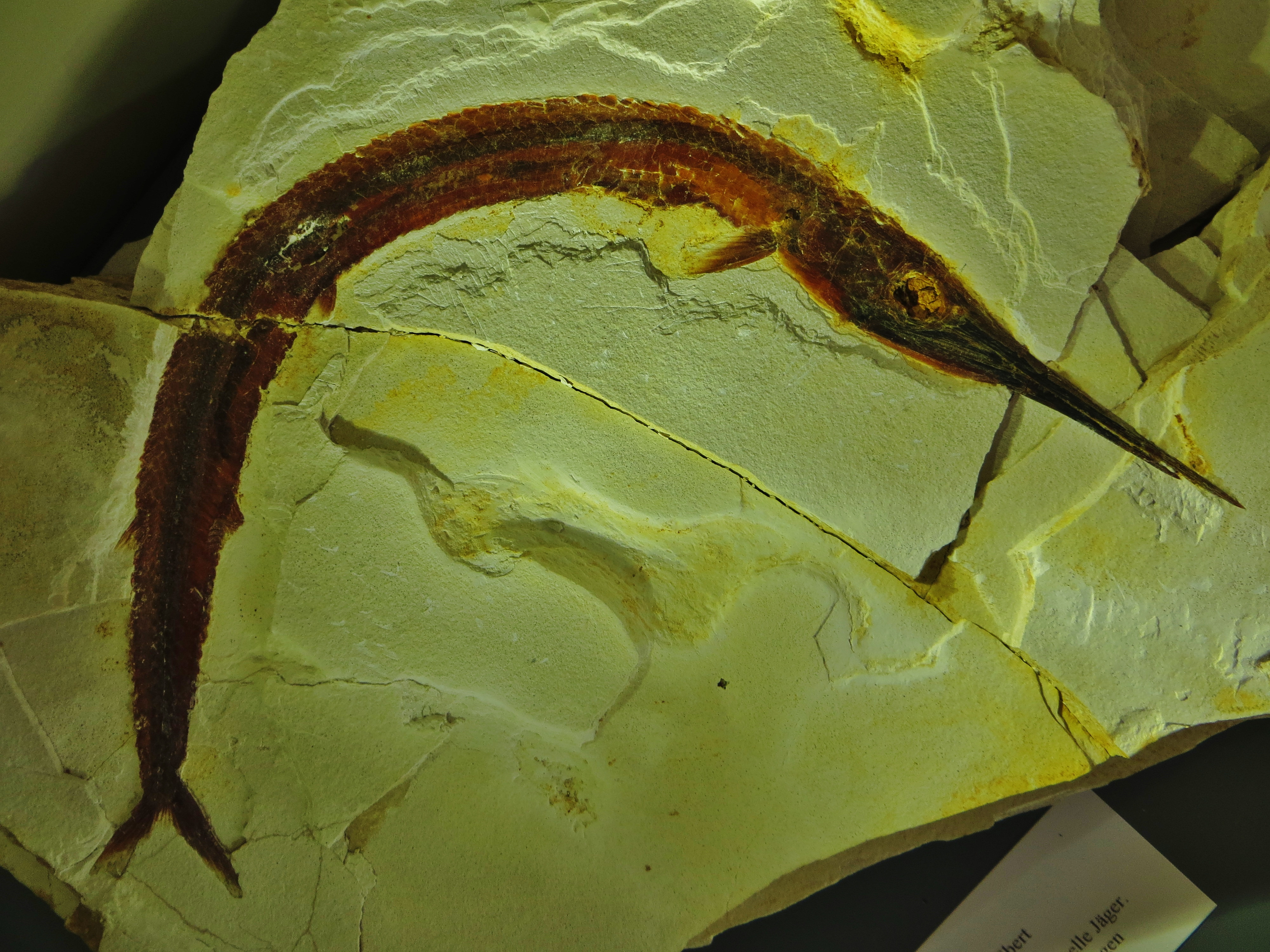
Fossile di Belonostomus kochii

## Classificazione
Il genere Belonostomus venne istituito da Louis Agassiz nel 1934, per accogliere la specie B. tenuirostris precedentemente descritta dallo steso studioso come una specie di Aspidorhynchus. A questo genere sono ascritte numerose specie, le più note delle quali provengono dai ben noti calcari litografici della zona di Solnhofen e di Eichstatt, in Germania: oltre alla specie tipo, si ricordano B. kochii, B. sphyraenoides, B. speciosus e B. muensteri, che si differenziano principalmente per la lunghezza del rostro e per la presenza o meno di tubercoli sulle scaglie. Oltre a queste specie del Giurassico superiore tedesco, si ricordano B. crassirostris del Cretaceo inferiore di Pietraroja (Benevento, Italia), B. hooleyi del Cretaceo inferiore dell'Inghilterra, B. aciculiferus del Turoniano dell'Uzbekistan, B. longirostris del Cretaceo superiore nordamericano, B. lamarquensis del Cretaceo superiore dell'Argentina e B. marquesbritoi del Cretaceo superiore di Nardò (Italia meridionale). Altri fossili attribuiti a Belonostomus provengono dal Marocco, dal Libano e dall'India.

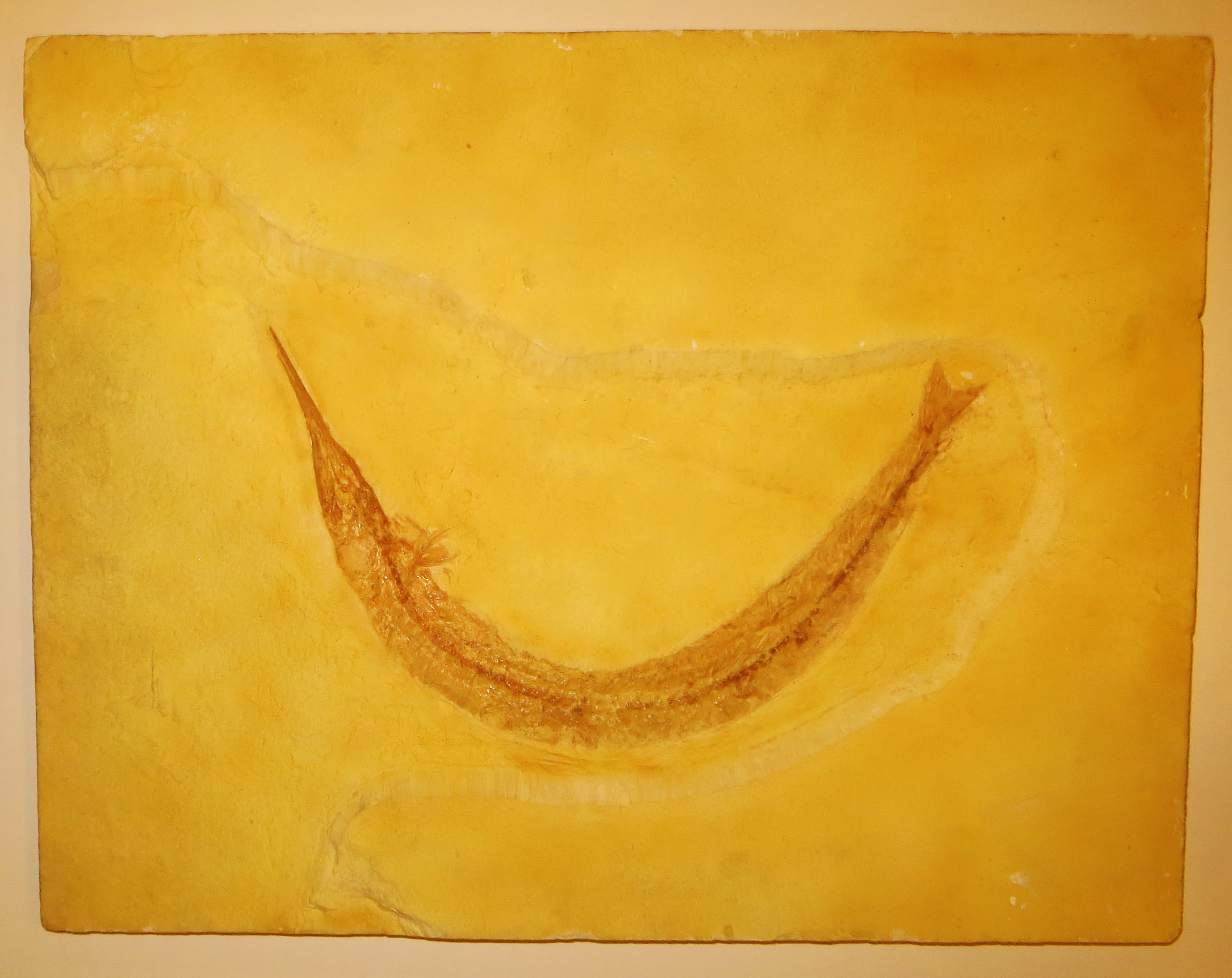
Fossile di Belonostomus muensteri

Belonostomus è un membro specializzato degli aspidorinchiformi, un gruppo di pesci ossei vicini all'origine dei teleostei, caratterizzati da corpi allungati, scaglie alte a ricoprire i fianchi e rostro allungato e appuntito. Belonostomus è particolarmente affine ad Aspidorhynchus, generalmente più robusto e dal rostro più corto.

## Paleoecologia
Belonostomus era sicuramente un predatore piuttosto agile e veloce, data la presenza di denti aguzzi, di un lungo rostro e di un corpo allungato e sottile. Alcuni esemplari di Belonostomus conservano tra le fauci l'ultimo pasto, solitamente piccoli pesci del genere Orthogonikleithrus.

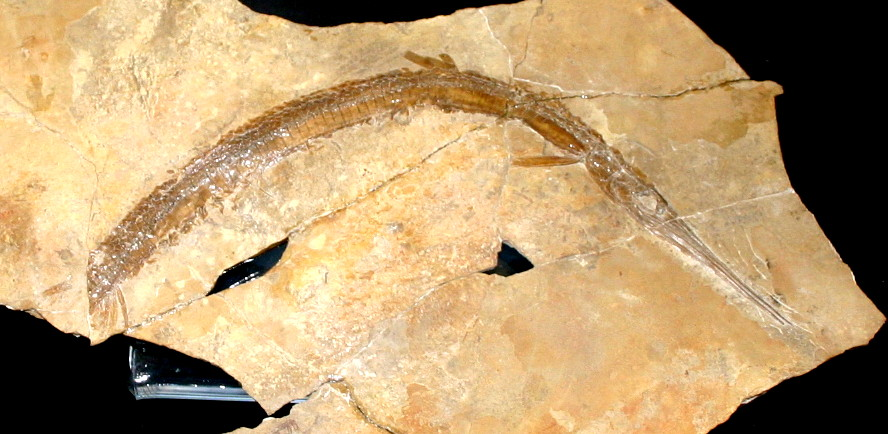
Fossile di Belonostomus crassirostris